# Cinigiano
Cinigiano es una localidad italiana de la provincia de Grosseto , región de Toscana, con 2.704 habitantes.

Ubicación de la ciudad de Cinigiano dentro de la provincia de Grosseto.

## Evolución demográfica
| Gráfica de evolución demográfica de Cinigiano entre 1861 y 2001 |
|                                                                 |
| Fuente ISTAT - Elaboración gráfica por parte de Wikipedia       |